# Якір Михайло Семенович
Михайло Семенович Якір (нар. 28 липня 1958 року, Київ) — український викладач, учитель математики, автор навчальної та методичної літератури, народний вчитель України (2010), повний кавалер ордена «За заслуги».

## Біографія
Народився 28 липня 1958 року в Києві. У 1975 році закінчив київську середню школу № 38 (нині ліцей) імені Валерія Молчанова, клас з поглибленим вивченням математики.
У 1979 році закінчив з відзнакою Київський державний педагогічний інститут ім. А. М. Горького. З тих пір працює вчителем математики. З 1992 по 2017 роки — викладач Києво-Печерського ліцею № 171 «Лідер». Учні М. С. Якіра більше 140 разів ставали призерами Всеукраїнської олімпіади з математики, 19 раз — призерами Міжнародної олімпіади з математики. Був керівником команди м. Києва на Всеукраїнських математичних олімпіадах в 1987—2006 роках, керівником команди УРСР на Всесоюзній математичній олімпіаді в 1988, 1991 роках.
23 квітня 2012 року Михайла Якір відкрив в Києві I Всеукраїнський з'їзд учителів математики.

## Нагороди
- Повний кавалер ордена «За заслуги»:
  - I ступеня (27 червня 2015) — за значний особистий внесок у державне будівництво, соціально-економічний, науково-технічний, культурно-освітній розвиток України, вагомі трудові здобутки та високий професіоналізм[5];
  - II ступеня (3 березня 2006) — за вагомий особистий внесок у розвиток національної освіти, високу педагогічну майстерність, підготовку переможців і призерів міжнародних учнівських олімпіад[6];
  - III ступеня (16 травня 2001) — за вагомий особистий внесок у розвиток національної освіти, підготовку призерів Міжнародних учнівських олімпіад[7];
- Народний вчитель України (29 вересня 2010) — за значний особистий внесок у розвиток національної освіти, підготовку кваліфікованих фахівців, багаторічну плідну наукову і педагогічну діяльність, високий професіоналізм[8];
- Заслужений вчитель України (29 вересня 1994) — за значний особистий внесок у розбудову національної освіти, розвиток наукових досліджень, впровадження сучасних форм навчання і виховання молоді[9];
- Відмінник освіти України[1];
- Знак «За вагомий внесок у навчання та виховання дітей України», II ступінь (2004);
- Знак «Відмінник столичної освіти» (2007).

## Публікації
- Вчимося розв'язувати задачі з початків аналізу [Текст]: навчально-метод. посібник / А. Г. Мерзляк, В. Б. Полонський, Ю. М. Рабінович, М. С. Якір. — Тернопіль: Підручники і посібники, 2001. — 304 с. : іл. — ISBN 966-562-523-3
- Математика: Зовнішнє оцінювання [Текст]: навчальний посібник із підготовки до зовнішнього оцінювання учнів загальноосвітніх навчальних закладів / Л. П. Дворецька, Ю. О. Захарійченко, А. Г. Мерзляк и др ; Український центр оцінювання якості освіти. — К. : [б. в.], 2007. — 64 с. — ISBN 966-450-021-6
- Збірник задач і завдань для тематичного оцінювання з математики для 5 класу [Текст] / А. Г. Мерзляк, В. Б. Полонський [та ін.]. — Х. : Гімназія, 2009. — 120 с. — Загл. обл. : Математика. 5 клас: Збірник задач і завдань для тематичного оцінювання. — ISBN 966-544-360-7
- Математика. 5 клас [Текст]: книга для вчителя / А. Г. Мерзляк, В. Б. Полонський, М. С. Якір. — Х. : Гімназія, 2005. — 144 с. — ISBN 966-544-356-9
- Математика. 6 клас [Текст]: книга для вчителя / А. Г. Мерзляк, В. Б. Полонський, М. С. Якір. — Х. : Гімназія, 2006. — 160 с. — ISBN 966-8319-44-3
- Математика. 5 клас [Текст]: підручник для 5 класу [загальноосвітніх навчальних закладів] / А. Г. Мерзляк, В. Б. Полонський, М. С. Якір. — Х. : Гімназія, 2008. — 288 с. — ISBN 966-8319-24-9
- Математика. 6 клас [Текст]: підручник для 6 класу [загальноосвітніх навчальних закладів] / А. Г. Мерзляк, В. Б. Полонський, М. С. Якір. — Х. : Гімназія, 2006. — 304 с. — ISBN 966-8319-38-9
- Алгебра. 8 клас [Текст]: підручник для класів з поглибленим вивченням математики / А. Г. Мерзляк, В. Б. Полонський, М. С. Якір. — Х. : Гімназія, 2009. — 386 с. — ISBN 978-966-474-009-9
- Алгебра. 8 клас [Текст]: підручник для 8 класу загальноосвітніх навчальних закладів / А. Г. Мерзляк, В. Б. Полонський, М. С. Якір. — Х. : Гімназія, 2008. — 256 с. — ISBN 978-966-8319-57-0
- Алгебра. 7 клас [Текст]: підручник для 7 класу [загальноосвітніх навчальних закладів] / А. Г. Мерзляк, В. Б. Полонський, М. С. Якір. — Х. : Гімназія, 2009. — 288 с. — ISBN 978-966-8319-70-9
- Геометрія. 7 клас [Текст]: підручник для 7 класу [загальноосвітніх навчальних закладів] / А. Г. Мерзляк, В. Б. Полонський, М. С. Якір. — Х. : Гімназія, 2007. — 208 с. — ISBN 978-966-8319-71-6
- Геометрія. 8 клас [Текст]: підручник для 8 класу загальноосвітніх навчальних закладів / А. Г. Мерзляк, В. Б. Полонський, М. С. Якір. — Х. : Гімназія, 2009. — 208 с. — ISBN 978-966-474-008-8
- Геометрія. 8 клас [Текст]: підручник для 8 класу з поглибленим вивченням математики / А. Г. Мерзляк, В. Б. Полонський, М. С. Якір. — Х. : Гімназія, 2009. — 240 с. — ISBN 978-966-474-012-5
- Геометрія. 9 клас [Текст]: підручник для 9 класу шкіл з поглибленим вивченням математиким / А. Г. Мерзляк, В. Б. Полонський, М. С. Якір. — Х. : Гімназія, 2010. — 272 с. — ISBN 978-966-474-060-6
- Геометрія. 9 клас [Текст]: підручник для 9 класу загальноосвітніх навчальних закладів / А. Г. Мерзляк, В. Б. Полонський, М. С. Якір. — Х. : Гімназія, 2010. — 270 с. — ISBN 978-966-474-060-6
- Алгебра і початки аналізу. 10 клас: профільний рівень [Текст]: підручник для 10 класу загальноосвітніх навчальних закладів / А. Г. Мерзляк [та ін.]. — Х. : Гімназія, 2010. — 416 с. — ISBN 978-966-474-093-4
- Алгебра. 9 клас [Текст]: Підручник для 9 класу загальноосвітніх навчальних закладів / А. Г. Мерзляк, В. Б. Полонський, М. С. Якір. — Х. : Гімназія, 2015. — 320 с. : іл., табл., граф. — ISBN 978-966-474-045-3
- Геометрія. 11 клас: Профільний рівень [Текст]: підручник для 11 класу закладів загальної середньої освіти / Автор. кол.: А. Г. Мерзляк [та ін.]. — Х. : Гімназія, 2019. — 208 с. : іл. — ISBN 978-966-474-325-6
- Математика: Алгебра і початки аналізу та геометрія. 11 клас: Рівень стандарту [Текст]: підручник для 11 класу закладів загальної середньої освіти / А. Г. Мерзляк [та ін.]. — Х. : Гімназія, 2019. — 208 с. : іл. — ISBN 978-966-474-323-2